# Flora (obraz Tycjana)
Flora – obraz olejny, portret namalowany przez renesansowego włoskiego malarza Tycjana.
Portret Flora powstał w tym samym czasie, co inne płótno znane jako Salome (1512–1515). Oba należą do pierwszych portretów półnagiej kobiety i oba reprezentują charakterystyczny styl portretowania oraz typ złotowłosej blondynki, znanej później jako tycjanowska piękność. W obu głównym zamiarem artysty było przedstawienie kształtów i charakteru odosobnionej postaci za pomocą odtworzenia jej kształtów fizycznych i nastroju psychicznego. W ten sposób Tycjan starał się zerwać z wpływami malarstwa Giorgionego, tworząc własny typ kobiecej urody. Modelką dla obu przedstawionych postaci była ta sama kobieta.

Tycjan przedstawił młodą kobietę, później nazwaną Florą (tytuł obrazu nie pochodzi od malarza) o obfitych kształtach, w białej delikatnej koszuli dodającej jej powabu. Z lewej strony szata powoli ześlizguje się z ramienia dziewczyny. Bieli i jasnej karnacji kontrastuje udrapowana chusta oraz liście trzymane w prawej ręce. Opisując obraz niemiecki historyk sztuki Theodor Hetzer pisał: 

Czystym akordem odbijają od oliwkowego tła- brunatna czerwień włosów, rozpuszczająca się w złotawość, biel koszuli, na której grają niebiesko-szare refleksy oraz poziomkowa czerwień wierzchniej szaty